# Fortalesa Shaori
La fortalesa Shaori (en georgià: შაორის ციხე) és una estructura megalítica de l'edat del bronze situada al municipi d'Akahlkalaki, a la regió de Samtsje-Yavajeti, Geòrgia. És una fortalesa ciclòpia construïda amb una tècnica d'obra seca, té un plànol inusual, romboïdal amb espais circulars, i està situada a la muntanya rocosa del mateix nom, a una altitud de 2.752 metres sobre el nivell de la mar, a les muntanyes del Caucas menor, al nord-oest del llac Paravani. Està inscrita en la llista dels Monuments Culturals destacats de Geòrgia.

## Arquitectura

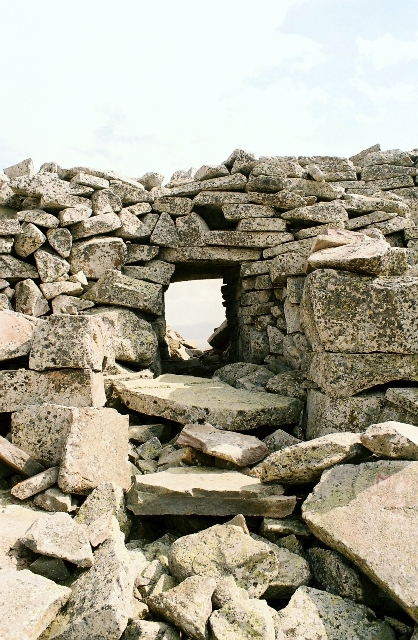
Una espitllera de la ciutadella de Shaori

La fortalesa Shaori, abans coneguda localment també com Korogli (en darrer terme per les llengües turqueses: Koroğlu), comparteix moltes característiques topogràfiques i arquitectòniques amb la fortalesa d'Abuli, una altra important fortalesa ciclòpia situada estratègicament a l'àrea prop del llac Paravani.
Està construïda amb grans blocs de basalt, sense usar morter. Consta de dues parts, cadascuna situada en un cim escarpat. La part central és un rectangle irregular construït en l'àrea més alta i s'hi pot accedir per una porta d'un metre d'amplada i 1,3 metres d'alçada des de l'est. La seva ubicació i organització espacial la converteixen en un centre domèstic poc probable. Més aviat, podria haver estat utilitzada amb fins religiosos.

## Arqueologia històrica
La fortalesa Shaori apareix per primera vegada en fonts literàries en la Geografia del príncep Vakhushti, erudit georgià de principis del segle xviii; Leon Melikset-Bek va ser el primer que va intentar estudiar sistemàticament els monuments monolítics de Geòrgia, inclosa Shaori, l'any 1938.
No s'han realitzat excavacions arqueològiques a l'indret, la qual cosa dificulta la datació precisa o assignació del monument a una cultura en particular. S'ha observat una similitud en la tècnica i material de construcció amb els túmuls funeraris de la cultura de Trialètia, la qual cosa assenyala la primera meitat del segon mil·lenni aC com un possible període de construcció.

Vista general

En general, l'expansió de les fortaleses ciclòpies és un testimoni arqueològic dels canvis socials al Caucas meridional durant l'edat del bronze mitjana a tardana, la qual cosa reflecteix la diferenciació social i el sorgiment de les elits acabades d'apoderar-se. Aquestes fortaleses van ser construïdes típicament als vessants escarpats de les muntanyes. La distribució dels assentaments i el material cultural suggereixen que els responsables d'aquests forts a les muntanyes van exercir el control sobre les terres i els recursos cultivables, però també poden haver proporcionat funcions econòmiques i defensives per a les seves zones d'influència.